# Долгово (Парфеньевский район)
Долгово — опустевшая деревня в Парфеньевском районе Костромской области.

## География
Находится в центральной части Костромской области приблизительно в 28 км по прямой на север от центра района села Парфеньево.

## История
В период существования Костромской губернии деревня относилась к Кологривскому уезду. В 1872 году здесь (тогда село) было учтено 28 дворов, в 1907 году —52, в 1907 году —29. До 2021 года деревня входила в Матвеевское сельское поселение (Костромская область).

## Население
Постоянное население составляло 123 человека (1872 год), 129 (1897), 162 (1907), 0 как в 2002 году, так и в 2022.